# Frustracja (książka)
Frustracja (podtytuł: Młodzi o Nowym Wspaniałym Świecie) – książka wydana pod redakcją Piotra Mareckiego oraz Jana Sowy w 2003 roku, będąca zbiorem esejów i wypowiedzi różnych autorów na temat sytuacji pokolenia urodzonego w latach 70. XX wieku.
Poszczególni autorzy (oprócz ww. Piotra Mareckiego oraz Jana Sowy są to m.in. Sławomir Shuty, Piotr Chruściel, Amelia Horodecka czy Aleksandra Więcka) opisują problemy, z jakimi muszą zmagać się młodzi ludzie w takich sferach jak: edukacja, religia, kultura, polityka czy media. Autorzy są przedstawicielami pokolenia, które w dorosłość wchodziło u progu transformacji ideowo-gospodarczej roku 1989. W swoich esejach buntują się przed prostymi konsekwencjami transformacji w postaci dzikiego kapitalizmu oraz konsumpcyjnego stylu życia, gdzie rządzi zasada maksymalizacji zysków.